# Đảng Nhân dân Mông Cổ
Đảng Nhân dân Mông Cổ thành lập ngày 01 tháng 3 năm 1921, là chính đảng duy nhất lãnh đạo xã hội Mông Cổ và xây dựng chủ nghĩa xã hội ở Mông Cổ. Từ ngày thành lập tới nay, Đảng Nhân dân Cách mạng Mông Cổ đã tiến hành 28 kỳ Đại hội. Đảng có hơn 122.000 đảng viên (chiếm trên 5% dân số); có 21 đảng bộ cấp tỉnh, thành phố trực thuộc Trung ương, 124 đảng bộ cấp huyện và 778 đảng bộ cấp xã; tuổi trung bình của đảng viên là 42; nữ chiếm 45,8%. Đảng Nhân dân Cách mạng Mông Cổ có các tổ chức quần chúng-xã hội mạnh: Liên hiệp Thanh niên Dân chủ Xã hội Mông cổ (có trên 60 nghìn thành viên và 14 đại biểu Quốc hội); Liên hiệp Phụ nữ Dân chủ Xã hội Mông Cổ (có trên 15 nghìn thành viên và 7 đại biểu Quốc hội); Liên hiệp Sinh viên Dân chủ Xã hội Mông Cổ và Hội cán bộ lão thành cách mạng của Đảng Nhân dân Cách mạng Mông Cổ. Từ năm 2010, Đảng Nhân dân Cách mạng Mông Cổ đổi tên thành Đảng Nhân dân Mông Cổ.

## Lịch sử
Từ Đại hội lần thứ nhất (1921) đến Đại hội lần thứ 19 (1986), Đảng xác định là Đảng tiên phong của giai cấp công nhân, lấy tư tưởng của chủ nghĩa Mác-Lênin làm kim chỉ nam cho mọi hoạt động của Đảng và giương cao mục tiêu "đưa Mông Cổ tiến lên chủ nghĩa xã hội bỏ qua con đường phát triển tư bản chủ nghĩa". Khoảng 40 năm sau Cách mạng, dưới sự lãnh đạo của Đảng Nhân dân Cách mạng Mông Cổ, Mông Cổ đã củng cố được nền độc lập của mình; trở thành thành viên của Liên hợp quốc (1961); thực hiện những cải cách mang tính chất dân tộc, dân chủ trong đời sống xã hội; hình thành và phát triển các ngành kinh tế-văn hoá mà trước đó Mông Cổ chưa hề có. Bắt đầu từ cuối những năm 50 đến cuối những năm 80, Mông Cổ phát triển theo định hướng xã hội chủ nghĩa. Kinh tế-xã hội, văn hoá, giáo dục, khoa học, y tế, cơ sở hạ tầng đã được tăng cường và đạt được những thành tựu to lớn trong việc nâng cao đời sống vật chất, tinh thần của nhân dân.
Từ đầu những năm 90, do tác động của các sự kiện ở Liên Xô và Đông Âu, Đảng Nhân dân Cách mạng Mông Cổ bị ảnh hưởng về tư tưởng, đường lối và tổ chức; mâu thuẫn nội bộ phát sinh, uy tín của Đảng bị giảm sút; trong Đảng xuất hiện hai phái: trung kiên và cấp tiến. Phái cấp tiến chủ trương biến Đảng trở thành Đảng dân chủ cánh tả và cho rằng đưa ra mục tiêu xây dựng chủ nghĩa xã hội ở Mông Cổ là chưa chín muồi. ý thức được những mâu thuẫn sâu sắc đang diễn ra trong nội bộ Đảng cũng như trong toàn xã hội, Đảng Nhân dân Cách mạng Mông Cổ đã tìm kiếm cách giải quyết các mâu thuẫn. Đại hội 20 (2/1990), Đảng Nhân dân Cách mạng Mông Cổ quyết định vẫn giữ nguyên tên Đảng, thực hiện nguyên tắc dân chủ trong hoạt động và trong sinh hoạt của Đảng; tuyên bố Đảng Nhân dân Cách mạng Mông Cổ là đảng dân tộc dân chủ, coi tư tưởng của chủ nghĩa Mác-Lênin là tư tưởng tiến bộ của nhân loại, lấy quan điểm "trung dung" của triết học phương Đông làm cơ sở lý luận của Đảng.
Trong cuộc bầu cử Quốc hội đầu tiên theo Hiến pháp mới (6/1992), Đảng Nhân dân Cách mạng Mông Cổ được quần chúng tin tưởng, ủng hộ và đã giành được thắng lợi tuyệt đối (71/76 ghế). Nhưng sau đó do sai lầm trong sách lược bầu cử Tổng thống (6/1993), Tổng thống đắc cử (nguyên là đương kim Tổng thống và là đảng viên của Đảng Nhân dân Cách mạng Mông Cổ nhưng không được Đảng giới thiệu) lại là người do lực lượng đối lập đề cử nên Chính phủ do Đảng Nhân dân Cách mạng Mông Cổ nắm quyền gặp rất nhiều khó khăn mỗi khi đưa ra quyết sách về kinh tế-xã hội (do không được Tổng thống ủng hộ). Tuy vậy, Chính phủ của Đảng Nhân dân Cách mạng Mông Cổ đã ngăn được đà suy thoái, kinh tế bắt đầu có sự tăng trưởng, kiềm chế được tốc độ lạm phát, ổn định nền kinh tế vĩ mô (nếu GDP của Mông Cổ trong những năm 1991-1993 giảm từ 3 đến 9,5% thì năm 1994 tăng 2,3%, năm 1995 tăng 6,3%; năm 1992 mức độ lạm phát tăng ở mức 325%, nhưng đến năm 1995 đã giảm đi 6 lần). Thế nhưng, những thành tựu đó không cải thiện được rõ rệt mức sống của nhân dân. Mặt khác, Đảng lại không chú trọng đến công tác tổ chức, tư tưởng và tuyên truyền, một số cán bộ của Đảng bị tha hóa, tham nhũng làm cho uy tín của Đảng bị giảm sút. Ban lãnh đạo của Đảng mơ hồ trong vấn đề dân chủ và chính quyền, không có sách lược cụ thể trong bầu cử và chủ quan nên kết quả bầu cử Quốc hội lần thứ 2 (6/1996), Đảng Nhân dân Cách mạng Mông Cổ dù cầm quyền hơn 75 năm đã thất bại và trở thành lực lượng thiểu số trong Quốc hội (25/76 ghế).
Rút bài học kinh nghiệm từ thất bại trong cuộc bầu cử Quốc hội năm 1996, Đảng Nhân dân Cách mạng Mông Cổ đã tập trung khôi phục uy tín và ảnh hưởng của mình trong xã hội; tăng cường mối quan hệ với quần chúng; đấu tranh không khoan nhượng với chính phủ của Liên minh Dân chủ cầm quyền nhằm bảo vệ lợi ích cơ bản của nhân dân. Đảng tiến hành Đại hội thường kỳ lần thứ 22 (2/1997), thông qua Cương lĩnh mới; sửa đổi, bổ sung Điều lệ Đảng, khôi phục đảng tịch cho cố Tổng Bí thư Yumjaagiin Tsedenbal. Trong Điều lệ sửa đổi của mình, Đảng Nhân dân Cách mạng Mông Cổ tuyên bố là một tổ chức chính trị, mục đích của Đảng là tăng cường và củng cố nền độc lập của Tổ quốc, bảo vệ lợi ích cơ bản của nhân dân, bảo đảm sự đoàn kết dân tộc và tiến bộ xã hội; tôn trọng các quyền lợi, quyền tự do, bình đẳng, bảo đảm an toàn xã hội cho mọi người; tham gia bầu cử ở tất cả các cấp theo Hiến pháp. Đảng Nhân dân Cách mạng Mông Cổ đưa ra khái niệm về Chủ nghĩa xã hội đổi mới là một xã hội nhân đạo, dân chủ và kinh tế nhiều thành phần. Vì vậy, uy tín và ảnh hưởng của Đảng Nhân dân Cách mạng Mông Cổ trong xã hội ngày càng cao; tỷ lệ ủng hộ từ 25% (1996) tăng lên 50% (1999), lấy lại lòng tin của nhân dân. Đảng đã 3 lần giành thắng lợi trong các cuộc bầu cử bổ sung vào Quốc hội và trong cuộc bầu cử Quốc hội khoá III (6/2000), Đảng đã giành được thắng lợi áp đảo với 72/76 ghế (chiếm 94,7%) vượt xa chỉ tiêu đề ra là trên 50%. Trong các cuộc bầu cử Tổng thống (tháng 5/1997, tháng 5/2001), người của Đảng Nhân dân Cách mạng Mông Cổ là Ba-ga-ban-đi, nguyên Chủ tịch Đảng đã hai lần đắc cử Tổng thống. Đó là những thắng lợi có ý nghĩa quan trọng của Đảng, làm tăng vị thế và uy tín của Đảng trong đời sống chính trị ở Mông Cổ.
Năm 2001, Đảng Nhân dân Cách mạng Mông Cổ tiến hành Đại hội lần thứ 23, trùng vào thời điểm kỷ niệm 80 năm ngày thành lập Đảng (1/3/1921-1/3/2001) nên các biện pháp chào mừng Đại hội và kỷ niệm ngày thành lập Đảng được tổ chức rất trang trọng nhằm khẳng định công lao, uy tín và ảnh hưởng của Đảng trong gần một thế kỷ qua; tạo thế cho Đảng lãnh đạo xã hội và nhân dân Mông Cổ, vững bước tiến vào thiên niên kỷ mới. Đại hội đã điểm lại những thành tựu và sai lầm của Đảng trong suốt 80 năm qua; làm nổi bật vai trò của Đảng trong từng thời kỳ lịch sử và phát triển của Mông Cổ; thừa nhận những sai sót, yếu kém của Đảng trong từng giai đoạn; đồng thời nhấn mạnh: Đảng Nhân dân Cách mạng Mông Cổ là đảng chính trị đầu tiên ở Mông Cổ, biểu tượng của tự do độc lập và phát triển của đất nước Mông Cổ, của nhân dân Mông Cổ.

## Hệ tư tưởng
Đảng xác định là Đảng tiên phong của giai cấp công nhân, lấy tư tưởng của chủ nghĩa Mác-Lênin làm kim chỉ nam cho mọi hoạt động của Đảng và giương cao mục tiêu "đưa Mông Cổ tiến lên chủ nghĩa xã hội bỏ qua con đường phát triển tư bản chủ nghĩa"

## Vai trò và nhiệm vụ
Trong giai đoạn mới, Đảng Nhân dân Mông Cổ đề ra 9 nhiệm vụ chủ yếu trong những năm đầu của thiên kỷ mới như sau:
- Một là, coi trọng vai trò của công nghệ thông tin trong sự nghiệp phát triển kinh tế, giáo dục, y tế, hạ tầng cơ sở và trong quan hệ giữa Đảng với nhân dân;
- Hai là, cố gắng phấn đấu đạt tốc độ tăng trưởng GDP hàng năm từ 5,5% đến 7%, chú ý phát huy những lợi thế của Mông Cổ trên thị trường thế giới như các sản phẩm chăn nuôi và khoáng chất các loại;
- Ba là, phát triển kinh tế chuyên sâu theo từng khu vực, quyết tâm xây dựng "Tuyến đường thiên niên kỷ" dài 2.300 km xuyên qua các khu vực dân cư trù phú và những mỏ khoáng sản lớn (bao gồm 77% dân cư và 52,9% khu vực chăn nuôi gia súc, đi qua 72% các trung tâm tỉnh, lỵ);
- Bốn là, đưa ngành chăn nuôi du mục sang hình thức chăn nuôi định cư và chăn nuôi công nghiệp, áp dụng rộng rãi công nghệ mới vào lĩnh vực này; năm là, quyết tâm xóa bỏ tình trạng đói, nghèo; sáu là, coi trọng phát triển nhân tố con người, tạo mọi điều kiện để họ phát huy năng lực của mình; bảy là, coi trọng việc xây dựng pháp chế của nhà nước; tám là, thực hiện chính sách đối ngoại độc lập, tự chủ, rộng mở, đa dạng hóa và đa phương hóa; chín là, coi trọng vấn đề bảo vệ môi trường, môi sinh, bởi vì vấn đề này là một bộ phận không thể tách rời trong tiến trình đi lên của Mông Cổ.

Hiện nay, với tư cách là đảng cầm quyền, Đảng Nhân dân Mông Cổ lấy lợi ích cơ bản của đất nước làm nền tảng; thực hiện công cuộc cải cách, mở cửa trong mọi lĩnh vực đời sống xã hội của Mông Cổ. Đồng thời, Đảng Nhân dân Mông Cổ đang tự đổi mới mình, Đảng đang đi theo mô hình phát triển mới dựa trên nguyên tắc dân chủ trong đời sống chính trị, kinh tế-xã hội kết hợp với nền kinh tế thị trường. Đảng Nhân dân Mông Cổ được coi là đảng chính trị mạnh nhất hiện nay ở Mông Cổ nhờ có nội bộ Đảng đoàn kết, Ban lãnh đạo của Đảng không ngừng được củng cố và trẻ hoá; các vị trí lãnh đạo cao nhất như Chủ tịch, Tổng Bí thư, các ủy viên Hội đồng lãnh đạo của Đảng, Ban Bí thư và các ủy viên Trung ương Đảng đều là những người kiêm nhiệm chức vụ chính quyền và có uy tín.

## Lãnh đạo
- Soliin Danzan (1921)
- Ajvaagiin Danzan (1922–1924)
- Tseren-Ochiryn Dambadorj (1924–1928)
- Bat-Ochiryn Eldev-Ochir (1928–1930)
- Peljidiin Genden (1928–1932)
- Dorjjavyn Luvsansharav (1932–1937)
- Banzarjavyn Baasanjav (1936–1940)
- Yumjaagiin Tsedenbal (1940–1954, 1958–1984)
- Dashiin Damba (1940, 1954–1958)
- Jambyn Batmönkh (1985–1990)
- Gombojavyn Ochirbat (1990–1991)
- Büdragchaagiin Dash-Yondon (1991–1996)
- Natsagiin Bagabandi (1997)
- Nambaryn Enkhbayar (1997–2005)
- Miyeegombyn Enkhbold (2005–2007)
- Sanjaagiin Bayar (2007–2009)
- Sükhbaataryn Batbold (2010–2012)
- Ölziisaikhany Enkhtüvshin (2012–2013)
- Miyeegombyn Enkhbold (2013-nay)